# IC 3534
IC 3534 је елиптична галаксија у сазвјежђу Береникина коса која се налази на листи објеката дубоког неба у Индекс каталогу.
Деклинација објекта је + 14° 58' 42" а ректасцензија 12h 34m 52,1s. Привидна величина (магнитуда) објекта IC 3534 износи 15,1 а фотографска магнитуда 16,1.